# Newport Folk Festival

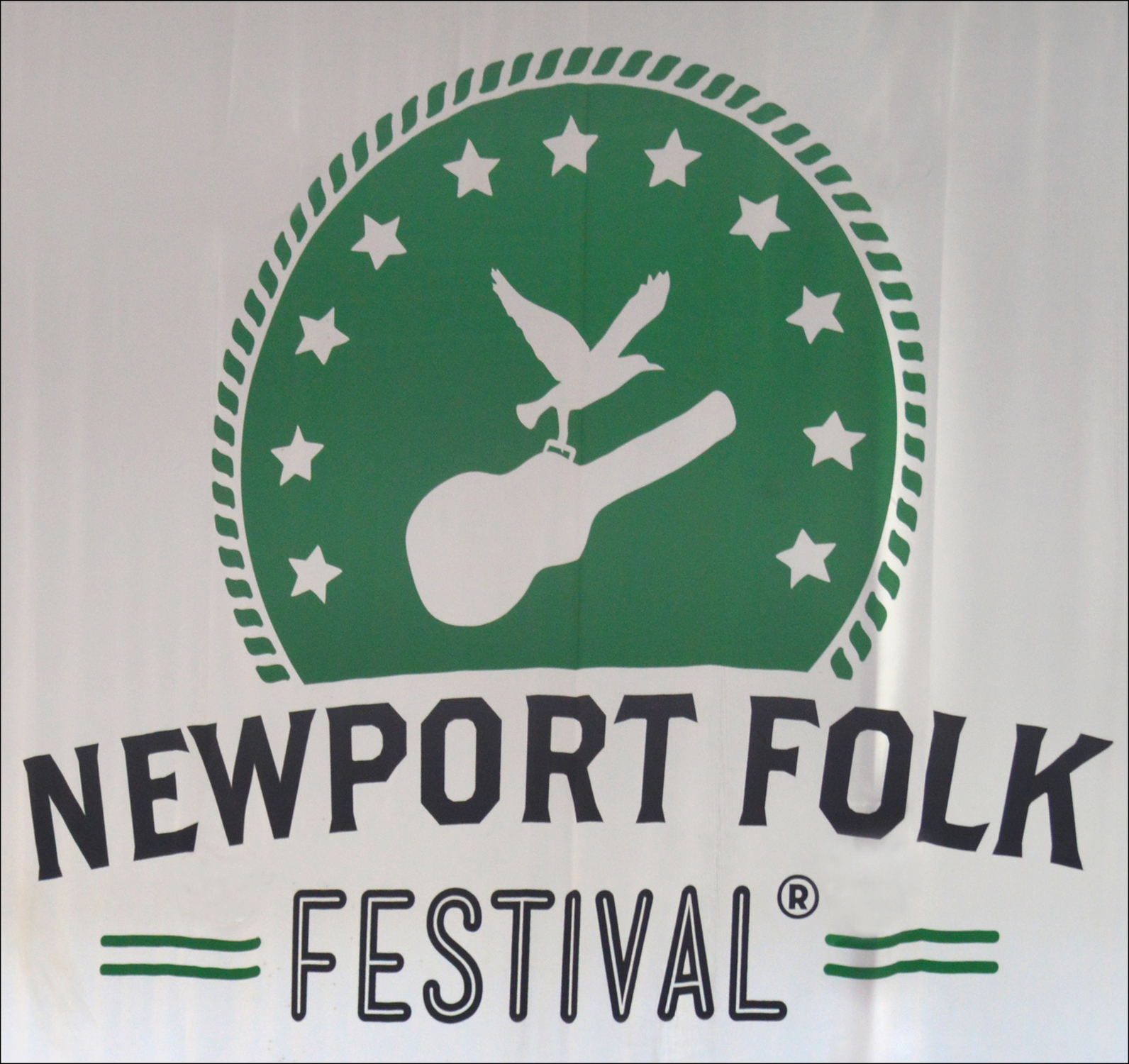
Newport Folk Festivals logo.

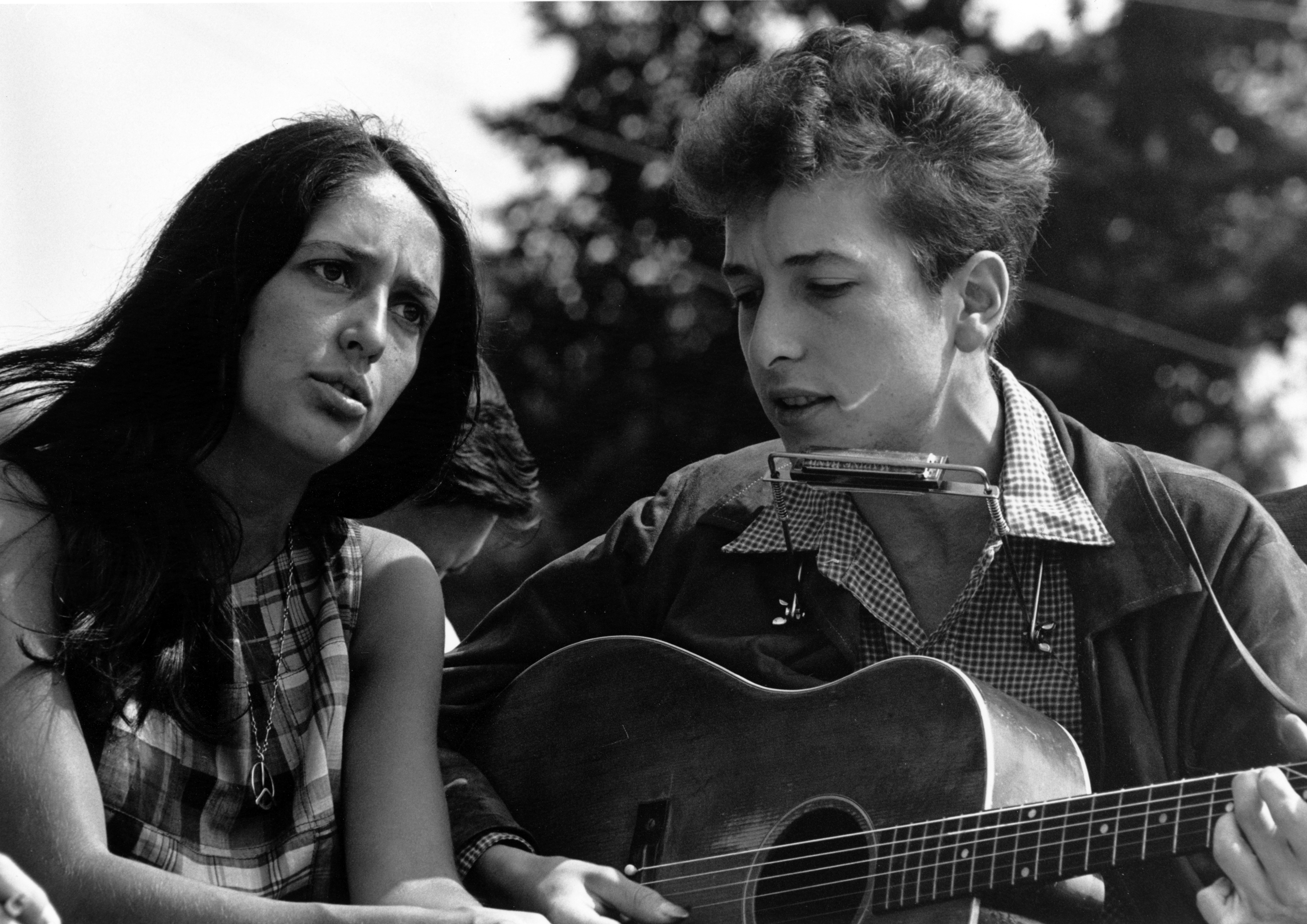
Joan Baez e Bob Dylan sono tra gli artisti che si sono esibiti nelle prime edizioni del Newport Folk Festival

Il Newport Folk Festival è un festival musicale dedicato alla musica folk che si tiene annualmente, di solito all'inizio di agosto a Newport, Rhode Island, negli Stati Uniti.
Fondato nel 1959 da Theodore Bikel, Oscar Brand, Pete Seeger e George Wein (quest'ultimo è anche fondatore del pre-esistente Newport Jazz Festival), insieme al suo socio Albert Grossman, il festival è rinomato per aver lanciato numerosi artisti fra cui Joan Baez, la cui prima apparizione al festival avvenne nella prima edizione come ospite non annunciata di Bob Gibson, e Bob Dylan (di cui Grossman era il manager).

## Storia
Il festival ha presentato fin dalle prime edizioni artisti sicuramente folk ma il cui campo di attività - in senso musicale - variava dalla musica folk puramente intesa, alla musica celtica di gruppi come The Clancy Brothers fino al blues (Howlin' Wolf), al bluegrass e al country (Johnny Cash).
In ragione di questa elasticità, al festival è stato associato negli anni sessanta il fenomeno del cosiddetto Roots revival, il revival delle radici del blues, particolarmente quello del Delta, che ha consentito la riscoperta di artisti come Mississippi John Hurt.
Dal festival di Newport sono state tratte diverse incisioni discografiche ed un film - intitolato laconicamente Festival - diretto nel 1967 da Murray Lerner. La pellicola, rimasterizzata negli anni duemila in DVD, è basata sulle edizioni tenute fra il 1963 ed il 1965.

### La controversia sul "Dylan elettrico"
La partecipazione di Bob Dylan al festival del 1963 è convenzionalmente considerata come il debutto negli USA del cantautore. Dylan partecipò anche all'edizione dell'anno successivo, dove si esibì accompagnato da Baez.
Le due esibizioni resero Dylan assai popolare tra gli appassionati della musica folk. Tuttavia, questo rapporto in un certo senso si ruppe in occasione della partecipazione avvenuta il 25 luglio 1965. In quella circostanza il cantante fu fischiato da alcuni spettatori per il fatto di suonare la chitarra elettrica accompagnato da una band - di cui facevano parte fra gli altri Mike Bloomfield e Paul Butterfield quale bandleader - attrezzata con strumenti elettrificati, snocciolando un repertorio impostato su brani blues se non decisamente rock and roll. A causa del dissenso del pubblico, Dylan e la band interruppero l'esibizione dopo solo quindici minuti, nei filmati dell'evento sono chiaramente distinguibili tra gli applausi anche fischi da parte del pubblico. Quando successivamente Peter Yarrow ritornò sul palco supplicò Dylan di riprendere a suonare, al che poco dopo Dylan suonò due canzoni in acustico: Mr. Tambourine Man e It's All Over Now, Baby Blue, il suo saluto simbolico al Newport Folk Festival, scatenando un grande consenso tra i partecipanti ma lasciando il palco tra le richieste del pubblico, ma subito intervenne Mel Lyman a calmare le acque improvvisando una versione di 20 minuti del brano tradizionale Rock of Ages con la sola armonica a bocca, chiudendo il festival. Dylan rifiutò di tornare al Newport Folk Festival per i successivi 37 anni, quando, in un gesto discusso ed enigmatico si ripresentò sul palco di Newport nel 2002 esibendo una parruca dai capelli lunghi e una barba posticcia.
La sostanziale ostilità del pubblico (o almeno di parte di esso) all'esibizione elettrica potrebbe essere stata determinata dal fatto che Dylan intendeva platealmente comunicare di voler allontanarsi dall'ortodossia folk oppure, e più semplicemente, dalle cattive strumentazioni di amplificazione del suono durante il concerto, o anche da una combinazione fra i due fattori.
Sta di fatto che quella fu, in assoluto, la prima esibizione conosciuta con strumenti amplificati nella carriera professionale di Dylan. Da allora tale carriera, così come lo stile della musica folk come viene comunemente intesa, non sarebbero stati più gli stessi per le comprensibili implicazioni del caso.
Va detto, per completezza, che la veridicità dell'incidente è stata spesso confutata se non additata come leggenda metropolitana. In particolare, a mettere in dubbio la veridicità delle reazioni è stato Alexander Cockburn che nella collezione di saggi Serpents in the Garden sottolinea come a un'attenta visione dei nastri originali registrati in quella circostanza si possa notare come non ci fu per nulla alcun boato di dissenso da parte del pubblico presente.
In definitiva la controversia sulle reazioni del pubblico all'evento è divenuto oggetto di dibattito e viene oggi considerato un fenomeno ingigantito rispetto alla realtà in quanto i fischi e le reazioni di dissenso che effettivamente avvennero non devono essere interpretati come una reazione generale del pubblico, che anzi mostrò approvazione per l'evento, quanto una reazione da parte di una minoranza di partecipanti puristi della musica folk, tra cui vi era anche Pete Seeger stesso.

### Anni recenti
Il Newport Folk Festival ha conosciuto tempi difficili nei tardi anni Sessanta, fino a giungere alla sospensione per alcuni anni a partire dal 1971; è stato poi ripristinato nel 1985 e da allora ha ripreso la sua cadenza annuale, sia pure in differenti forme.

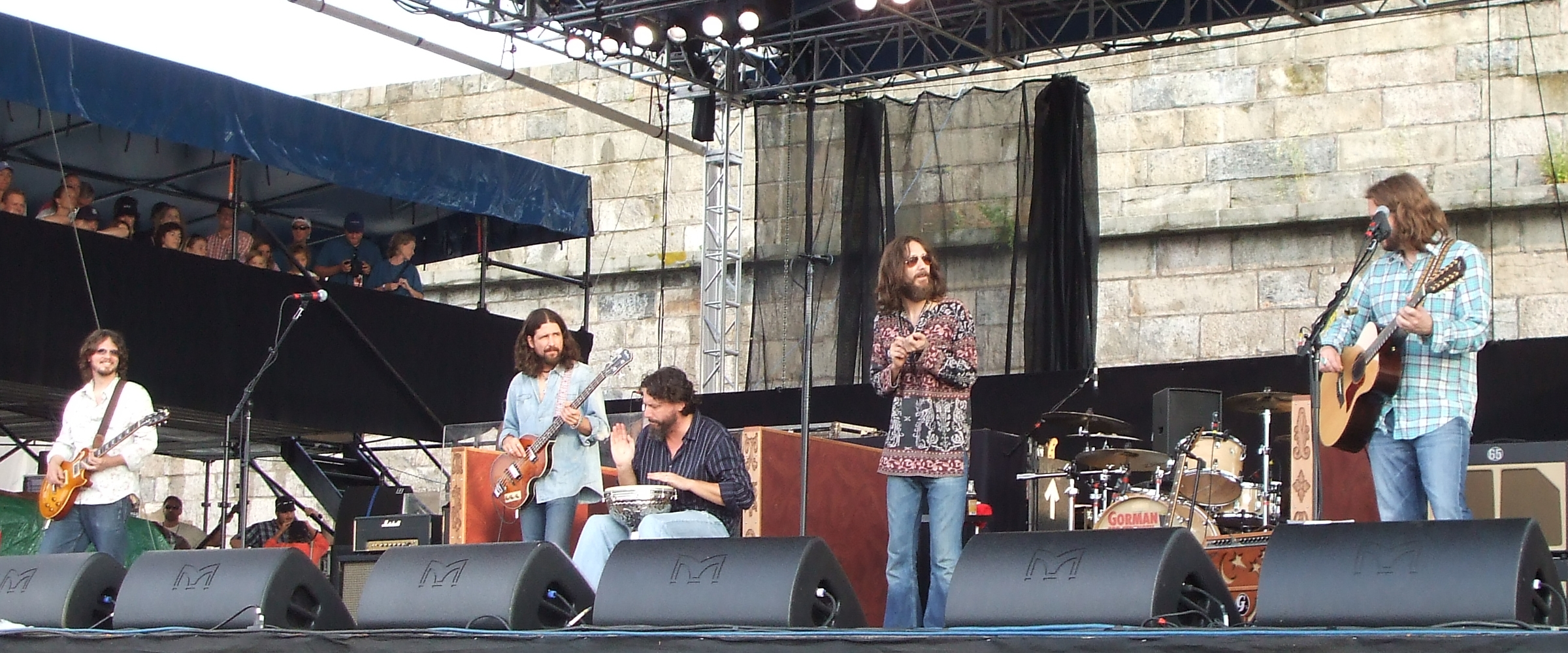
Il gruppo dei Black Crowes mentre si esibisce sul palcoscenico del Newport Folk Festival del 2008

Passato da un'organizzazione non profit a vero e proprio business, è tornato a costituire - sia pure fra alti e bassi in termini di presenze ai concerti - un punto di riferimento fra i festival musicali della corrente folk negli Stati Uniti, al pari del Philadelphia Folk Festival, inaugurato nel 1960 e quindi più longeva - e mai interrotta - manifestazione del settore. Alle due principali rassegne si è affiancato dal 1972 il Kerrville Folk Festival, in Texas
Con il cambiamento di corso, il festival ha dovuto far ricorso all'aiuto di sponsor (tra cui Ben & Jerry's e Dunkin' Donuts).
Le edizioni del 2007 e del 2008 hanno presentato artisti di vaglia come Linda Ronstadt, Allman Brothers Band, Emmylou Harris, Alejandro Escovedo, Cheryl Wheeler, Hazel Dickens e Ralph Stanley (2007); Jimmy Buffett, Stephen Marley e Damian Marley, The Black Crowes, Levon Helm di The Band e Jakob Dylan

### Newport Folk Festival Tour
Dal 1998 al festival vero e proprio si è affiancato il Newport Folk Festival Tour, una tournée estiva che ha portato artisti folk ad esibirsi in concerti all'aperto tenuti prevalentemente in anfiteatri di città statunitensi.
Il primo tour ha presentato un cast composto da Lyle Lovett, Nanci Griffith, Alison Krauss, John Hiatt, la veterana di Newport Joan Baez, Wilco, la star degli anni ottanta Suzanne Vega, Loudon Wainwright III, Lucinda Williams e Jimmie Dale Gilmore.
Il New York Times ha rilevato similarità tra le due manifestazioni (festival stabile e festival itinerante) anche se ha ravvisato una certa perdita, nel tempo, dei propositi originari di valorizzazione della musica folk che spinsero ad organizzare una tale manifestazione.

## Album
In occasione del Newport Folk Festival sono stati registrati i seguenti album:
- The Newport Folk Festival, 1959 [3 Volumi] - Vanguard Records
- Live at Newport - The Kingston Trio - Vanguard Records (esibizione del 1959 su album distribuito nel 1994)
- The Newport Folk Festival, 1960 [2 Volumi] - Vanguard Records
- I seguenti album discografici sono stati pubblicati dalla Vanguard Records dopo l'edizione del 1963 del Newport Folk Festival:
  - Newport Broadside (Topical Songs) - VRS-9144 (Mono) e VSD-79144 (Stereo) Joan Baez, Bob Davenport, Bob Dylan, The Freedom Singers, Jim Garland, Sam Hinton, Peter La Farge, Ed McCurdy, Phil Ochs, Tom Paxton, Pete Seeger
  - Blues At Newport - VRS-9145 (Mono) e VS-79145 (Stereo) Reverendo Gary Davis, John P. Hammond, John Lee Hooker, Brownie McGhee and Sonny Terry, Mississippi John Hurt
  - Country Music and Bluegrass At Newport - VRS-9146 (Mono) e VSD-79146 (Stereo) Clarence Ashley, Clint Howard, Jim and Jesse and the Virginia Boys, Tex Logan, The Morris Brothers, The New Lost City Ramblers, Fred Price, Doc Watson, Mac Wiseman e The Country Boys.
  - Old Time Music At Newport - VRS-9147 (Mono) e VSD-79147 (Stereo) Clarence Ashley, Doc Boggs, Maybelle Carter, Jenes Cottrell, Dorsey Dixon, Clint Howard, Fred Price, Doc Watson
  - Evening Concert At Newport, Vol. 1 - VRS-9148 (Mono) e VSD-79148 (Stereo)
  - Evening Concert At Newport, Vol. 2 - VRS-9149 (Mono) e VSD-79149 (Stereo)
  - Live at Newport (John Lee Hooker)
- Festival: The Newport Folk Festival 1965[6]
- Ben & Jerry's Newport Folk Festival '88 Live[7]
- Ben & Jerry's Newport Folk Festival, Vol. 2 (1990)[8]
- Turn of the Decade 1989-90: Ben & Jerry's Newport Folk Festival[9]